# Порт-Дандас
Порт-Дандас — район Глазго, расположенный на расстоянии 1,6 км (1 миля) к северу от центра города. Он находится к северу от района Каукадденс, к западу от района Сайтхилл и к северо-западу от районов Хамилтонхилл и Поссилпарк.

## История
Район Порт-Дандас возник вокруг речного порта, построенного в 1786—1790 годах у подножья Стоакрового холма. Порт был построен практически в центре Глазго, в точке стыковки ответвления канала Форт — Клайд и идущего ему навстречу Манклендского канала. Свое название порт получил в честь сэра Лоуренса Дандаса, одного из основных спонсоров компании «Forth and Clyde Canal Company» — компании, осуществлявшей строительство, а затем эксплуатацию канала Форт — Клайд.
В XIX веке район Порт-Дандас стал промышленным центром Глазго, с текстильными фабриками, химическими заводами, зернохранилищами, ликероводочными заводами, стекольными заводами, чугунолитейными заводами, электростанциями и машиностроительными заводами, работающими в этом районе. О масштабах развития промышленности там может свидетельствовать тот факт, что кирпичная труба, построенная в Порт-Дандасе в 1859 году для химического завода Джозефа Таунсенда, имела высоту 454 фута (138 м) и на 30 лет стала самой высокой трубой в мире, причем диаметр трубы у основания составлял 32 фута (9,8 м).

### Электростанция Пинкстон
В 1900 году в Порт-Дандасе была построена работающая на угле электростанция Пинкстон, оснащенная новейшими на тот момент генераторными установками производства компании Belliss and Morcom. Электростанция была предназначена в первую очередь для выработки электроэнергии для сети трамвая Глазго, электрификация которой была приурочена к открытию Международной выставки в парке Келвингроув в 1901 году. В 1954 году в комплекс сооружений электростанции добавлена огромная градирня, которая на тот момент стала самой большой в Европе.

### Винокурня Порт-Дандас

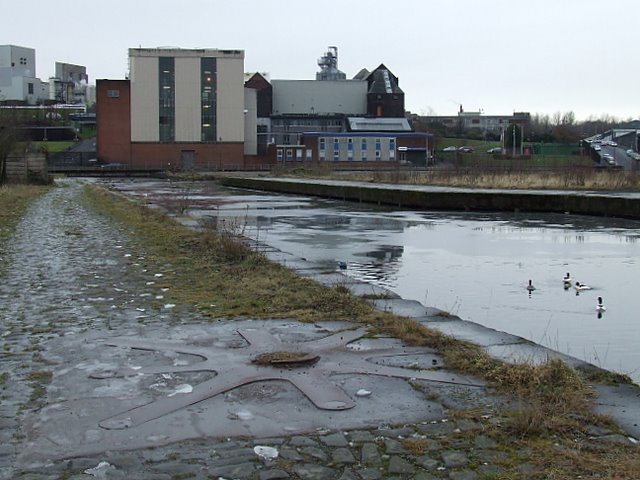
Винокурня Порт-Дандас в 2009 году незадолго до закрытия

В районе Порт-Дандас находилась винокурня «Port Dundas Grain Distillery», которая в конце XIX века была одной из крупнейших в мире, а после Второй мировой войны ежегодно производил 39 миллионов литров спирта, размещаясь на территории площадью 21 акр (84 983,98486200000 м2).
Изначально на этой территории размещалось две винокурни. Первая была основана в 1811 году Дэниелом Макфарлейном, два года спустя было основано и второе предприятие, компанией «Brown, Gourlie & Co.». Обе винокурни объединились в 1860-х годах и позже стали частью компании «Distillers Company» в 1877 году. Винокурня была уничтожена пожаром в 1903 году, но была восстановлена и вновь открыта в 1913 году, а в 1916 году снова была отстроена после серьёзного ущерба от другого пожара.
Винокурня закрывалась на время Второй мировой войны и открыта после неё снова. Большая программа модернизации винокурни предпринята в 1970-х годах, когда были открыты новый комплекс для приёма и складирования зерна, хранилище спирта, перегонный цех, котельная и завод по производству темного зерна (побочный продукт при изготовлении ячменного солода, добавляется в ряд сортов виски и пива). Дымовая труба винокурни возвысилась над горизонтом северного Глазго, сформировав его линию горизонта. Виски, выработанный на винокурне, до сих пор используется в производстве купажированных сортов, таких, как, например, «Johnnie Walker» или «White Horse».
В начале 2000-х годов винокурня «Port Dundas Grain Distillery» и примыкающий к ней завод «Dundashill», основанный в 1770 году, который выпускал бочки стандарта «хогсхед», необходимые в производстве виски, перешли в собственность компании «Diageo», что в самое скорое время после этого сказалось на них катастрофическим образом.

### Упадок промышленности в Порт-Дандасе
Промышленность в этом районе пришла в упадок во второй половине XX века. Манклендский канал был закрыт для судоходства в 1952 году, а канал Форт — Клайд — в 1963-м. Построенная в 1970-х годах автомагистраль M8 прошла непосредственно вдоль маршрута Манклендского канала, что окончательно перекрыло доступу к общему резервуару обоих каналов.
Основанная Чарльзом Теннантом компания «St. Rollox Chemical Works», в свое время крупнейший производитель химической продукции в мире, закрыла свой завод в восточной части Порт-Дандаса в 1964 году. Тогда же была снесена труба вошедшего в состав компании «St. Rollox Chemical Works» химического завода Джозефа Таунсенда, в свое время самая высокая труба в мире.
После ликвидации в 1962 году трамвайного сообщения в Глазго и неудачной попытки запуска в Глазго троллейбусов Совет по электричеству Южной Шотландии, в чье управление электростанция Пинкстон была передана в 1958 году, счёл её эксплуатацию нерентабельной. Электростанция была выведена из эксплуатации в 1960-х и в конечном итоге снесена в начале 1980-х. Тогда же была снесена и градирня.
Уже в первом десятилетии XXI века была ликвидирована винокурня «Port Dundas Grain Distillery». 1 июля 2009 года компания «Diageo» объявила о закрытии винокурни в Порт-Дандас, производство виски из Глазго было перенесено на другие принадлежащие «Diageo» в Шотландии винокурни.

## Современное состояние района Порт-Дандас
В конце XX века в район пришла новая жизнь, он стал жилым районом и центром развлечений и отдыха. Так, Спирс-Уорф — комплекс зданий, в состав которого входили офисное здание управляющей компании канала Форт — Клайд, а также зерновые мельницы и сахарный завод, в 1989 году был переоборудован под апартаменты, офисы и культурно-развлекательный центр, позже и другие промышленные и складские здания в Порт-Дандас также были отреставрированы и переделаны в апартаменты и офисы. В начале XXI века канал Форт — Клайд был восстановлен как объект для водного туризма и отдыха на воде, в том числе и ответвление в Порт-Дандас, которое теперь оканчивается у здания Спирс-Уорф, со стоянкой для нэрроуботов перед ним.
Позднее был вырыт новый водоем на месте охладительного бассейна электростанции Пинкстон. На образовавшемся искусственном острове был разбит парк и открыт центр водных видов спорта, включающий себя гребной канал и дистанцию гребного слалома. Центр стал местом тренировок сборной Шотландии по гребле на байдарках и каноэ и гребному слалому.